# Archytas dissimiloides
Archytas dissimiloides là một loài ruồi trong họ Tachinidae.